# 100 mètres haies aux Jeux olympiques d'été de 2008
 (septembre 2016).
Si vous disposez d'ouvrages ou d'articles de référence ou si vous connaissez des sites web de qualité traitant du thème abordé ici, merci de compléter l'article en donnant les références utiles à sa vérifiabilité et en les liant à la section « Notes et références ».
Navigation
Athènes 2004 Londres 2012
L'épreuve du 110 mètres haies aux Jeux olympiques d'été de 2008 a eu lieu les 17, 18 et 19 août 2008 dans le Stade national de Pékin.
Les limites de qualifications étaient de 12 s 96 (limite A) et 13 s 11 (limite B).

## Records
Avant cette compétition, les records dans cette discipline étaient les suivants :
| Record du monde  | 12 s 21 | Yordanka Donkova | Bulgarie   | 20 août 1988 | Stara Zagora |
| Record olympique | 12 s 37 | Joanna Hayes     | États-Unis | 24 août 2004 | Athènes      |

## Médaillées
| Or          | Argent         | Bronze                  |
| Dawn Harper | Sally McLellan | Priscilla Lopes-Schliep |

LoLo Jones fit la course largement en tête, mais heurta du pied l'avant dernière haies, ce qui la déséquilibra brutalement. Elle finit 7e.

## Résultats

### Finale (19 août)
| Rang | Pays        | Athlète                 | Temps        |
| ---- | ----------- | ----------------------- | ------------ |
| 1    | États-Unis  | Dawn Harper             | 12 s 54 (PB) |
| 2    | Australie   | Sally McLellan          | 12 s 64      |
| 3    | Canada      | Priscilla Lopes-Schliep | 12 s 64      |
| 4    | États-Unis  | Damu Cherry             | 12 s 65      |
| 5    | Jamaïque    | Delloreen Ennis-London  | 12 s 65      |
| 6    | Jamaïque    | Brigitte Foster-Hylton  | 12 s 66      |
| 7    | États-Unis  | LoLo Jones              | 12 s 72      |
| 8    | Royaume-Uni | Sarah Claxton           | 12 s 94      |

### Demi-finales (18 août)
Il y a eu deux demi-finales. Les quatre premières de chaque course seront qualifiées pour la finale.
| Rang | Pays       | Athlète                     | Temps          |
| ---- | ---------- | --------------------------- | -------------- |
| 1    | États-Unis | Lolo Jones                  | 12 s 43 Q (PB) |
| 2    | Jamaïque   | Delloreen Ennis-London      | 12 s 67 Q      |
| 3    | Canada     | Priscilla Lopes-Schliep     | 12 s 68 Q      |
| 4    | Australie  | Sally McLellan              | 12 s 70 Q      |
| 5    | Espagne    | Josephine Onyia             | 12 s 86        |
| 6    | Pologne    | Aurelia Trywianska-Kollasch | 12 s 96        |
| 7    | Allemagne  | Carolin Nytra               | 12 s 99        |
| 8    | Turquie    | Nevin Yanıt                 | 13 s 28        |

| Rang | Pays        | Athlète                | Temps     |
| ---- | ----------- | ---------------------- | --------- |
| 1    | États-Unis  | Damu Cherry            | 12 s 62 Q |
| 2    | États-Unis  | Dawn Harper            | 12 s 66 Q |
| 3    | Jamaïque    | Brigitte Foster-Hylton | 12 s 76 Q |
| 4    | Royaume-Uni | Sarah Claxton          | 12 s 84 Q |
| 5    | Jamaïque    | Vonette Dixon          | 12 s 86   |
| 6    | France      | Reina-Flor Okori       | 13 s 05   |
| 7    | Suède       | Susanna Kallur         | abandon   |
| 8    | Cuba        | Anay Tejeda            | abandon   |

### Séries (17 août)
Il y aura cinq séries. Les deux premières de chaque course ainsi que les athlètes suivantes avec les six meilleurs temps se sont qualifiées pour les demi-finales.
| Rang | Pays        | Athlète                     | Temps     |
| ---- | ----------- | --------------------------- | --------- |
| 1    | Espagne     | Josephine Onyia             | 12 s 68 Q |
| 2    | Suède       | Susanna Kallur              | 12 s 68 Q |
| 3    | Turquie     | Nevin Yanit                 | 12 s 94 q |
| 4    | Pologne     | Aurelia Trywianska-Kollasch | 12 s 98 q |
| 5    | Italie      | Micol Cattaneo              | 13 s 13   |
| 6    | Tchéquie    | Lucie Škrobáková            | 13 s 18   |
| 7    | Biélorussie | Katsiaryna Paplauskaya      | 13 s 39   |
| 8    | Slovaquie   | Miriam Bobková              | 13 s 65   |

| Rang | Pays       | Athlète                 | Temps          |
| ---- | ---------- | ----------------------- | -------------- |
| 1    | Jamaïque   | Vonette Dixon           | 12 s 69 Q (SB) |
| 2    | Canada     | Priscilla Lopes-Schliep | 12 s 75 Q      |
| 3    | États-Unis | Damu Cherry             | 12 s 92 q      |
| 4    | Allemagne  | Carolin Nytra           | 12 s 95 q      |
| 5    | Russie     | Aleksandra Antonova     | 13 s 18        |
| 6    | Irlande    | Derval O'Rourke         | 13 s 22        |
| 7    | Brésil     | Maíla Machado           | 13 s 45        |
| 8    | Syrie      | Fadwa Al Bouza          | 14 s 24 (SB)   |

| Rang | Pays        | Athlète                | Temps     |
| ---- | ----------- | ---------------------- | --------- |
| 1    | Jamaïque    | Delloreen Ennis-London | 12 s 82 Q |
| 2    | Australie   | Sally McLellan         | 12 s 83 Q |
| 3    | Royaume-Uni | Sarah Claxton          | 12 s 97 q |
| 4    | Russie      | Yuliya Kondakova       | 13 s 07   |
| 5    | Canada      | Angela Whyte           | 13 s 11   |
| 6    | Cuba        | Yenima Arencibia       | 13 s 43   |
| 7    | Grèce       | Flóra Redoúmi          | 13 s 56   |
| 8    | Hongrie     | Edit Vári              | 13 s 59   |

| Rang | Pays       | Athlète             | Temps        |
| ---- | ---------- | ------------------- | ------------ |
| 1    | États-Unis | Lolo Jones          | 12 s 71 Q    |
| 2    | Cuba       | Anay Tejeda         | 12 s 84 Q    |
| 3    | France     | Reina-Flor Okori    | 12 s 98 q    |
| 4    | Norvège    | Christina Vukicevic | 13 s 05 (PB) |
| 5    | Russie     | Tatyana Dektyareva  | 13 s 05      |
| 6    | Kazakhstan | Natalya Ivoninskaya | 13 s 20      |
| 7    | Nigeria    | Toyin Augustus      | 13 s 34      |
| 8    | Honduras   | Jeimy Bernardez     | 14 s 29      |

| Rang | Pays              | Athlète                | Temps        |
| ---- | ----------------- | ---------------------- | ------------ |
| 1    | Jamaïque          | Brigitte Foster-Hylton | 12 s 69 Q    |
| 2    | États-Unis        | Dawn Harper            | 12 s 73 Q    |
| 3    | Kazakhstan        | Anastasiya Pelepenko   | 12 s 99      |
| 4    | Trinité-et-Tobago | Aleesha Barber         | 13 s 01 (RN) |
| 5    | Ukraine           | Yevheniya Snihur       | 13 s 06      |
| 6    | Haïti             | Nadine Faustin-Parker  | 13 s 25      |
| 7    | Indonésie         | Dedeh Erawati          | 13 s 49 (RN) |
| 8    | Guinée            | Fatmata Fofanah        | abandon      |

## légende
Records et Performances
- AR : Record continental (area record)
- CR : Record des championnats (championship record)
- MR : Record du meeting (meet record)
- NR : Record national (national record)
- OR : Record olympique (olympic record)
- PR : Record paralympique (paralympic record)
- PB : Record personnel (personal best)
- SB : Meilleure performance personnelle de la saison (season's best)
- WL : Meilleure performance mondiale de l'année (world leader)
- WJR : Record du monde junior (world junior record)
- WR : Record du monde (world record)

Circonstances et Conditions
- DNF : N'a pas terminé (did not finish)
- DNS : N'a pas pris le départ (did not start)
- DQ : Disqualification (disqualification)
- NM : Aucun essai valable enregistré (No Mark)
- Q : Qualifié « directement » au prochain tour (ou à la prochaine compétition), lors d'une compétition majeure, grâce au classement ou à la réalisation des minima (automatic qualifier)
- q : Qualifié au prochain tour (ou à la prochaine compétition), lors d'une compétition majeure, grâce au repêchage ou à la réalisation de l'une des meilleures performances parmi celles des « non qualifiés directement » (grâce au meilleur temps ou à la meilleure distance par exemple) (secondary qualifier)